# Euphorbia tortilis
Euphorbia tortilis är en törelväxtart som beskrevs av Johan Peter Rottler och Ainslie. Euphorbia tortilis ingår i släktet törlar, och familjen törelväxter. Inga underarter finns listade i Catalogue of Life.